# Coleco Adam

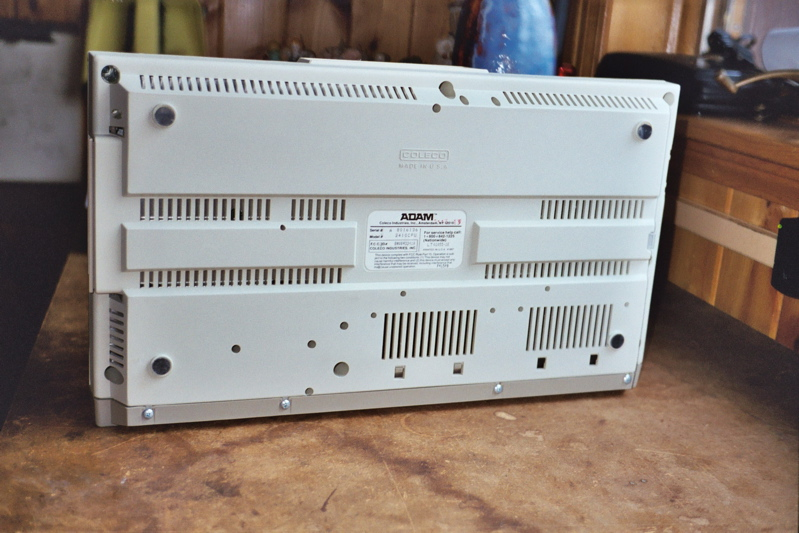
vista inferior

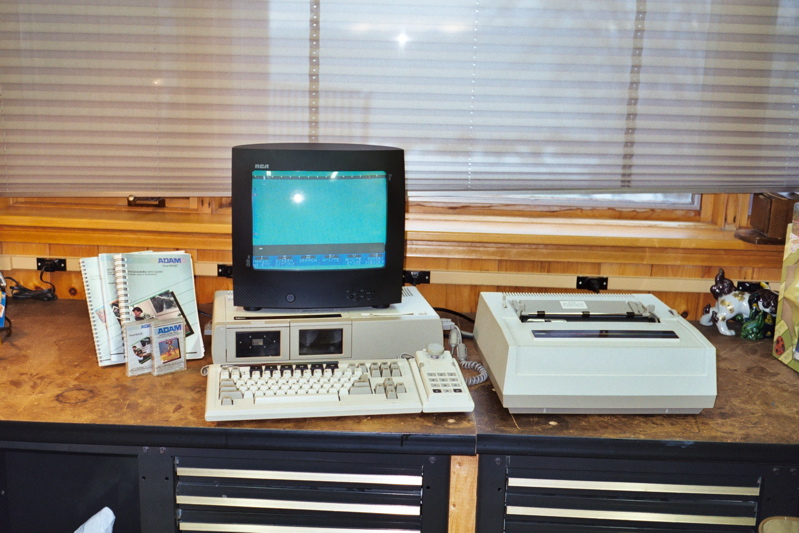
Coleco Adam, en modo procesador de textos.

El Coleco Adam es un ordenador doméstico, con dos encarnaciones: una como equipo independiente, y otra como el Expansion Module #3 de la videoconsola ColecoVision, lanzado en 1983 por el fabricante de juguetes Coleco. Fue un intento de seguir con el éxito de la ColecoVision. El Adam no tuvo mucho éxito, en parte debido a los problemas iniciales de fabricación, y fue descatalogado a principio de 1985

## Especificaciones técnicas
- CPU Zilog Z80A[2] a 3,58 MHz
- Tres procesadores auxiliares Motorola 6801 a 1 MHz (control de memoria y Entrada/Salida, unidades de cinta y teclado)
- ROM 32 KB,
- RAM 64 KB ampliables inicialmente a 128 Kb. Actualmente existen Adam con la memoria ampliada a 2 Megabytes.
- VRAM 16 KB controladas directamente por el Chip de gráficos Texas Instruments TMS9928A con capacidad de 32 sprites (1 color, max 4 por línea horizontal). Resolución de 256 x 192 píxeles con 16 colores (similar al SCREEN 2 de los MSX)
- Sonido : Chip de sonido Texas Instruments SN76489AN con 3 canales de 8 octavas de sonido más uno de ruido blanco (similar al TMS9919 del TI-99/4A)
- Carcasa El ordenador en sí consiste en tres cajas: un teclado independiente, la Unidad Central y una impresora de margarita.
  - La Unidad central es una caja rectangular de tipo sobremesa, con el tamaño de una carcasa de PC slim-desktop moderna. En el panel frontal se montan hasta 2 Digital Data Pack (lectores de casete modificados; eran controlados por un Motorola 6801 del ordenador y de tipo digital; tienen 2 salientes para asegurar las cintas). En el frontal están las trampillas de las dos unidades DDP y a su derecha bajo el saliente el conector telefónico RJ-11 de la AdamNet para conectar el teclado. En el lateral derecho están los dos conectores DE-9 de los controladores de juego y la trampilla del Expansion Module Interface. En el lateral izquierdo el conector DE-9 con una guía a cada lado para evitar errores al conectar la fuente de alimentación/impresora de margarita. En dicho conector se mapean alimentación y AdamNet. Un segundo conector  RJ-11 de la AdamNet para conectar periféricos externos. En la trasera, conmutador CH3-CH4 para cambiar el canal del modulador de TV NTSC  que se encuentra al lado, conector RCA de vídeo compuesto (monitor), y conector DIN 7 AUX Video. En la parte superior, sobre los lectores Digital Data Pack se encuentra una trampilla que da acceso para montar el segundo DDP y las tres ranuras de expansión. Cada una de ellas tiene una función y longitud diferente, y cuenta con una guía para que no se produzcan errores al insertar las ampliaciones. El 3 (más a la derecha) es el reservado para las ampliaciones de memoria. Coleco comercializa una ampliación oficial de 64 Kb en forma de un cartucho pera esa ranura, pero desarrollos de terceros han logrado duplicarlo e incluso superarlo.

- - La impresora de margarita era de apariencia normal, salvo por el detalle de tener que estar obligatoriamente conectada, al incorporar la fuente de alimentación del Adam. En su trasera tiene la salida del cable de conexión con la unidad central, el interruptor de todo el equipo y el cable de tres hilos de entrada de la fuente interna.

- Teclado QWERTY ASCII completo estilo máquina de escribir, con un total de 75 teclas. Trae un soporte conectable para utilizar uno de los mandos de la Coleco como Keypad. Las teclas están codificadas por color en diferentes sombras de beige y marrón. Hay 6 teclas de función, teclas de cursor, 6 teclas de movimiento en procesador de textos, y un completo complemento de teclas especiales. El teclado se conecta a la Unidad Central mediante lo que se conoce como ADAMnet: un bus serie a 62.4 kbps half-duplex. El mismo bus se utiliza para conectar los demás periféricos, incluyendo la impresora y las unidades de disco.
- Soporte
  - Hasta 2 Digital Data Pack, unidades de casete digital internos. Utilizan cintas normales de audio, que desafortunadamente deben de ser preformateadas por Coleco, además de presentar en cada esquina superior un enganche circular. Las cintas están completamente bajo control del ordenador y el sistema operativo añade un directorio de ficheros aproximadamente en la mitad de la cinta, haciendo el sistema más "de acceso aleatorio". Cada cinta almacena 256Kb de datos, y las operaciones se realizan a alta velocidad.
  - Unidad de disquete opcional de 5.25 y 160 Kb pueden conectarse hasta dos usando la ADAMnet.
  - Cartucho ROM compatible ColecoVision
- Ampliaciones : 3 ranuras internas de ampliación, una ranura de cartuchos ColecoVision externa y un puerto de expansión compatible ColecoVision. En el modelo independiente permite conectar ampliaciones de la ColecoVision, mientras que en el Expansion Module #3 se utiliza para conectar con la consola ColecoVision.
- AdamNet : bus serial a 62.5 kilobits por segundo half-duplex, que permite conectar periféricos de modo similar a los equivalentes de Commodore, Atari y Apple

## Introducción
Coleco anunció el Adam en el Summer Consumer Electronics Show (CES) en junio de 1983, y los ejecutivos predijeron ventas de 500.000 unidades para las navidades de 1983. Desde el momento de su lanzamiento hasta el primer envío el precio del ordenador aumentó de 525 a 725 dólares

## El fracaso
Cuando Coleco anuncia en 1983 el Adam recibe una cobertura de prensa favorable. El Boston Phoenix,  observando que los 600 dólares del precio de la computadora eran comparables al precio más bajo para una impresora de margarita (LQ) individual, publicó que era "un buen truco si pueden hacerlo!" Y es que, de hecho, era un truco; los ordenadores se muestran detrás de vidrios polarizados que ocultaba el hecho de que estaban hechos a mano y tenían unidades de cinta no operativas.
En junio, la empresa se comprometió a enviar el equipo en agosto. En agosto se comprometió a enviar medio millón de Adams por Navidad, pero perdió las fechas de envío de 1 de septiembre 15 de septiembre, 1 de octubre y el 15 de octubre. Ahoy! informó que Coleco no había enviado a principios de octubre, debido a diversos problemas. La revista informó que cada mes de retraso podría significar la pérdida de la oportunidad de vender 100.000 unidades, añadiendo que la pérdida de la temporada de Navidad se traduciría en "pérdidas incalculables". La empresa sólo envía 95.000 unidades en diciembre, que eran muy defectuosas; Creative Computing informó más tarde que "la tasa de retorno rumoreado era absolutamente alarmante". Un gerente de tienda dijo que se habían devuelto cinco de seis Adams vendidos, y esperaba que el sexto probablemente sería devuelto después de estrenarse en Navidad. Coleco se asoció con Honeywell Information Systems para establecer su cadena de centros de reparación por todo Estados Unidos 
En diciembre de 1983, la prensa informó que los ejecutivos de la compañía en una conferencia de prensa "respondiendo preguntas sobre los problemas de Coleco con su nuevo y altamente publicitado ordenador personal Adam, que ha estado plagada de retrasos en la producción y las quejas de los defectos", dijeron que se habían asociado con la única compañía capaz de cumplir con un tercio de sus pedidos de Canadá para Navidad. La empresa alegó que menos del 10% de las unidades Adam tenía defectos, "muy por debajo de los estándares de la industria".
Un analista declaró a principios de 1984 que la empresa tenía

un área muy especial como objetivo: principalmente los usuarios domésticos con estudiantes o hijos adolescentes que mecanografían frecuentemente escritos y que tienden a ser usuarios de computadoras ingenuos. Coleco ha intentado hacer el Adam fácil de usar y atractivo para ese grupo, excluyendo conscientemente otros grupos por la forma en que configura la máquina.

En marzo de 1984 John J. Anderson declaró que el Adam había traído a Coleco "un reguero de promesas rotas, expectativas no cumplidas, y unos accionistas muy asustados." El 2 de enero de 1985, después de continuar quejas sobre fallos del Adam y ventas bajas, Coleco anunció que lo descatalogaba y estaba liquidando el inventario.
Coleco reveló que perdió 35 millones de dólares a finales de 1983 (el momento del lanzamiento del Adam), junto con una pérdida de 13,4 millones de dólares en los primeros 9 meses de 1984. Coleco no reveló a qué compañía estaba vendiendo el inventario, pero declaró que habían trabajado con esa empresa antes. No se publicaron cifras de ventas finales del ordenador Adam ni del Expansion Module #3.

## Detalles técnicos

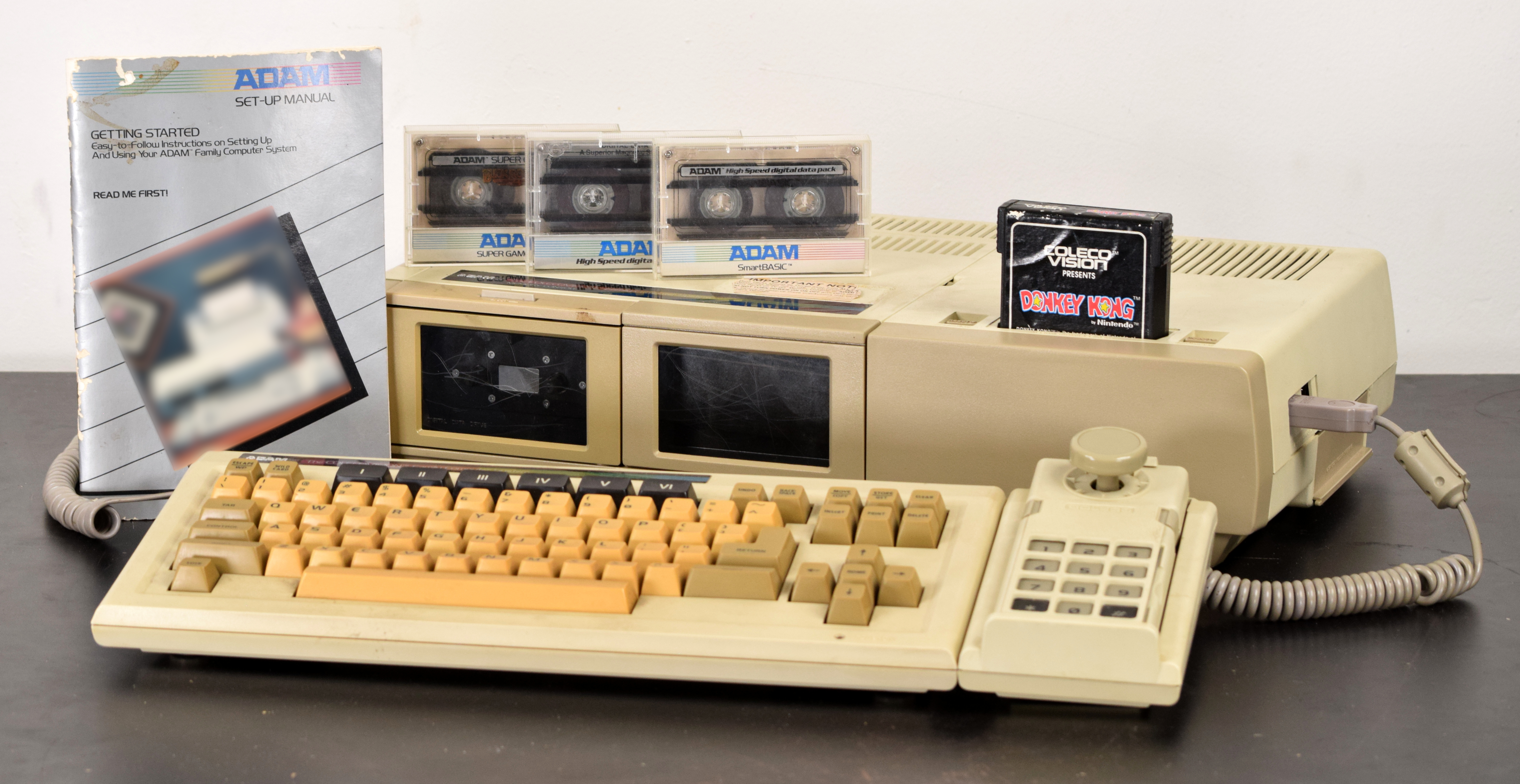
Coleco ADAM

A su favor, el Adam tenía una gran biblioteca de software desde el principio. Fue derivado de y compatible con el software y los accesorios de la ColecoVision, y, además, el popular sistema operativo CP/M estaba disponible como una opción. Su precio incluía un sistema completo: un ordenador de 64 kB de memoria RAM y 16 de VRAM, unidad de cinta incorporada, impresora de margarita, y software incluyendo el videojuego Buck Rogers: Planet of Zoom. El IBM PCjr se vendía por 669 dólares pero no incluía periféricos, y aunque el popular Commodore 64 se vendió por alrededor de 200 dólares, su precio no era mucho más bajo después de comprar una impresora, unidad de cinta o disquete y software.
Como muchos ordenadores domésticos de su tiempo, el Adam se pensó para utilizar un televisor como pantalla. La impresora SmartWriter se enciende con el equipo, pues tiene la fuente de alimentación común en su interior. Nada más arrancar, el equipo está en modo máquina de escribir electrónica, imprimiendo caracteres a medida que se pulsan teclas. Pulsando la tecla Escape/WP se pone la SmartWriter en modo procesador de textos con funciones similares a los procesadores modernos.
A diferencia de otros equipos domésticos de la época, el Adam no tenía el intérprete de BASIC almacenado permanentemente en la ROM. Ese lugar estaba ocupado por las funciones de máquina de escribir electrónica y procesador de textos de SmartWriter, así como el kernel del Elementary Operating System (EOS) y los 8kB del sistema operativo OS-7 de ColecoVision. El intérprete SmartBASIC se carga de un Digital Data Pack con formato propietario que viene de serie.
Una versión menos cara del Adam, el Expansion Module #3, se conectaba en una ColecoVision, con lo que cumplían la promesa publicitaria de ofrecer una opción para convertir la consola en un ordenador completo. En este caso los componentes principales (CPU, VDP, parte de las memorias...) las aportaba la consola.

## Problemas
El Adam tenía numerosos puntos débiles:
- El Adam genera una oleada de energía electromagnética en el arranque, que puede borrar el contenido de cualquier medio extraíble que se encuentre en o cerca de la unidad.[10] Para empeorar la situación, algunos de los manuales de Coleco indican al usuario que introduzca la cinta en la unidad antes de encender el ordenador; presumiblemente éstos se imprimieron antes de conocerse el problema.[10][11]
- Cuando Coleco tomó la decisión inusual de utilizar la impresora para suministrar energía a todo el sistema Adam, si la fuente de alimentación de la impresora ha fallado, o si directamente la impresora faltaba, el sistema no puede funcionar.[10]
- Una vez puesto en modo de procesador de textos, SmartWriter no podía volver al modo de máquina de escribir sin que el sistema se reinicie.
- Las unidades Digital Data Pack del Adam, aunque más rápidos y de mayor capacidad que las unidades de casete de audio utilizados para las computadoras de la competencia, eran menos fiables y no tan rápidas como una unidad de disquete.[11] En el momento del diseño del Adam, las unidades de cinta eran un medio de almacenamiento popular para los usuarios domésticos, pero en el momento de su lanzamiento, el costo de los disquetes había caído drásticamente y eran el medio preferido en Norteamérica. Coleco finalmente lanzó una unidad de disquete de 5¼ pulgadas y 160kB para el Adam.
- Los desarrolladores de software que recibieron información técnica tenían que estar de acuerdo con una licencia muy restrictiva. Coleco exigió el derecho de inspeccionar y exigir cambios en su software, los obligó a destruir inventarios de software si Coleco revocó la licencia, y les prohíbe criticar públicamente a Coleco de ninguna manera.[11]

## Software
El Software para ColecoVision que no venía incluido se distribuía mayoritariamente como cartucho ROM, aunque los programas Adam Calculator, Personal Checkbook, y Smart Filer se distribuyeron también en disquete.

## Programas de software seleccionados
- Adam Banner
- Business Pack I
- Adam Calculator
- Update for Coleco AdamLink Modem
- Data Calculator
- Home Budget Planning
- Power Print
- Personal Checkbook
- Personal Accountant
- Smart Filer
- Smart Letters & Forms
- Savings and Loan
- Turbo Load

## Recepción
Para mostrar la máquina en el CES de junio de 1983, Coleco decidió mostrar una conversión a Digital Data Pack de su versión de Donkey Kong para ColecoVision en el sistema.  Nintendo estaba en medio de la negociación de un acuerdo con Atari para licenciar su Famicom para su distribución fuera de Japón, y la firma final se habría hecho en el CES. Atari tenía los derechos exclusivos de Donkey Kong para ordenadores personales (como Coleco lo tenía para consolas de juegos), y cuando Atari vio que Coleco mostraba Donkey Kong en un ordenador, su propuesta de acuerdo con Nintendo se retrasó. Coleco tuvo que comprometerse a no vender la versión Adam de Donkey Kong . En última instancia, no tenía que ver con el trato Atari/Nintendo, pues el CEO de Atari Ray Kassar fue despedido el mes siguiente y la propuesta no llegó a ninguna parte, con lo que Nintendo decidió comercializar su sistema por sí solo con las consecuencias por todos conocidos.
Byte Magazine reportó en septiembre de 1983 que la introducción del Adam había dominado el Consumer Electronics Show en Chicago. Citando su precio de 599 dólares, hardware incluido, y la compatibilidad con ColecoVision y el software de CP/M, la revista comparó el impacto potencial del Adam en la industria del ordenador doméstico con la del Osborne 1 en el profesional. Ahoy! informó en enero de 1984 que "los primeros indicios son que el Adam será un éxito de ventas fuera de control", pero los retrasos, problemas técnicos, y la reputación de Coleco como una empresa de juguetes "pueden combinarse para mantener los compradores en masa fuera", y predijo que" no hay ninguna razón para pensar que el Adam derrocará al Commodore 64 de su posición ventajosa"
El ejemplar de marzo de 1984 de Compute! opinó favorablemente el modelo todo-en-uno del Adam y llamó al teclado "impresionante", pero citó informes generalizados de los fallos de hardware. La opinión de BYTE  de abril de 1984 fue mucho más dura, afirmando que "A menudo se dice que si algo suena demasiado bueno para ser verdad, probablemente lo es. El Coleco Adam no es una excepción a esta regla". Llama a la tecnología de unidad de cinta "impresionante", y aprueba el teclado, pero informó de varios casos de errores de datos y supresiones al utilizar las unidades de cinta, un procesador de textos con errores, y un manual de BASIC que era "el peor que he visto ". El revisor informó que estaba esperando a su quinto Adam después de cuatro sistemas anteriores funcionado incorrectamente en dos meses; sólo el teclado no falló. Por sus sospechas de que "el equipo fue aparentemente lanzado precipitadamente a producción", aconsejó "no comprar todavía un Adam. Espere hasta que Coleco corrija todos los errores del Adam y cumpla todas sus promesas", y concluyó "Coleco está, aparentemente, apostando toda la compañía en el Adam y aún no está claro que va a ganar esa apuesta "
Recibió algunas buenas críticas sobre la base de la calidad de su teclado y la impresora, y ofreció sonido competitivo y gráficos. Su intérprete BASIC, llamado SmartBASIC, era en gran medida compatible con el Applesoft BASIC, lo que significa que muchos programas del tipo escríbalo vd. de libros de informática y revistas funcionarían en el Adam con poca o ninguna modificación.
Sin embargo, las ventas fueron débiles, especialmente después de que los problemas técnicos se hicieron evidentes. Coleco perdió 35 millones de dólares en el cuarto trimestre de 1984 como devoluciones. Oficialmente, Coleco culpó a "los manuales que no ofrecen al usuario la primera vez que lo utiliza la ayuda adecuada."  Coleco reintrodujo el Adam con un nuevo manual de instrucciones, precio más bajo, y una beca escolar de 500 dólares junto con cada unidad para su uso por un niño (a pagar cuando el niño llegue a la universidad). Menos de 100.000 unidades fueron vendidas en última instancia.
Ketchum Advertising, una agencia de marketing de Nueva York, ganó la asignación de la promoción del ordenador. La agencia asignó personal para manejar el trabajo y el prestigio de la nueva empresa. Sin embargo, los ejecutivos de las agencias abrieron su New York Times una mañana en enero de 1985 para leer, sin previo aviso, que Coleco abandonaba el ordenador. Los empleados de la Agencia llamaron a esta noticia la bomba Adam.
El Adam se descatalogó de forma permanente en 1985, menos de dos años después de su introducción.

## Legado
Un grupo de entusiastas del Adam se han estado reuniendo cada año desde 1989 para un evento llamado AdamCon.
| AdamCon | Fecha                          | Ubicación                             |
| ------- | ------------------------------ | ------------------------------------- |
| 1       | 7-10 de octubre de 1989        | Orlando, Florida, USA                 |
| 10      | 9-11 de octubre de 1998        | Orlando, Florida, USA                 |
| 11      | 15 a 18 de julio de 1999       | Kent, Washington, USA                 |
| 12      | 20 al 23 de julio de 2000      | Toronto, Ontario, Canadá              |
| 13      | 12 al 15 de julio de 2001      | Brook Park, Ohio, USA                 |
| 14      | 8 al 11 de agosto de 2002      | Kentwood, Michigan, USA               |
| 15      | 7 al 10 de agosto de 2003      | Courtenay, Columbia Británica, Canadá |
| 16      | 17 al 20 de septiembre de 2004 | El Paso, Texas, USA                   |
| 17      | 14 al 17 de julio de 2005      | Whitby, Ontario, Canadá               |
| 18      | 14 al 17 de julio de 2006      | ?                                     |
| 19      | 26 al 29 de julio de 2007      | ?                                     |
| 20      | 19 al 22 de junio de 2008      | ?                                     |
| 21      | 25 al 28 de junio de 2009      | ?                                     |
| 22      | 18 al 20 de junio de 2010      | Laval - Montreal, Quebec, Canadá      |
| 23      | 14 al 17 de julio de 2011      | Grand Rapids, Minnesota, USA          |
| 24      | 13 al 15 de julio de 2012      | Quebec, Quebec, Canadá                |
| 25      | 18 al 21 de julio de 2013      | Kingston, Ontario, Canadá             |

Los desarrollos de terceros contribuyeron a mantener vivo al Adam después de su abandono por Coleco Desarrolladores como Orphanware, In House Reps, Thomas Electronics, Oasis Pensive, Eve, E&T, Micro Innovations, Microfox Technologies y otros añaden unidades de disquete de múltiple densidad, expansiones de memoria, sintetizadores de voz, tarjetas de serie, tarjetas de impresora, controladoras IDE y otro hardware por lo que el ADAM podía seguir a otros ordenadores en los avances más modernos. En 2012, la mayor parte de este hardware está todavía disponible para actualizar el ADAM.